# لاغرانغ
لاغرانغ (بالإنجليزية: LaGrange, Georgia)‏ هي مدينة تقع في مقاطعة تراوب، جورجيا بولاية جورجيا في الولايات المتحدة. تبلغ مساحة هذه المدينة 76.5 (كم²)، وترتفع عن سطح البحر 238 م، بلغ عدد سكانها 30478 نسمة في عام 2010 حسب إحصاء مكتب تعداد الولايات المتحدة.

## معرض صور

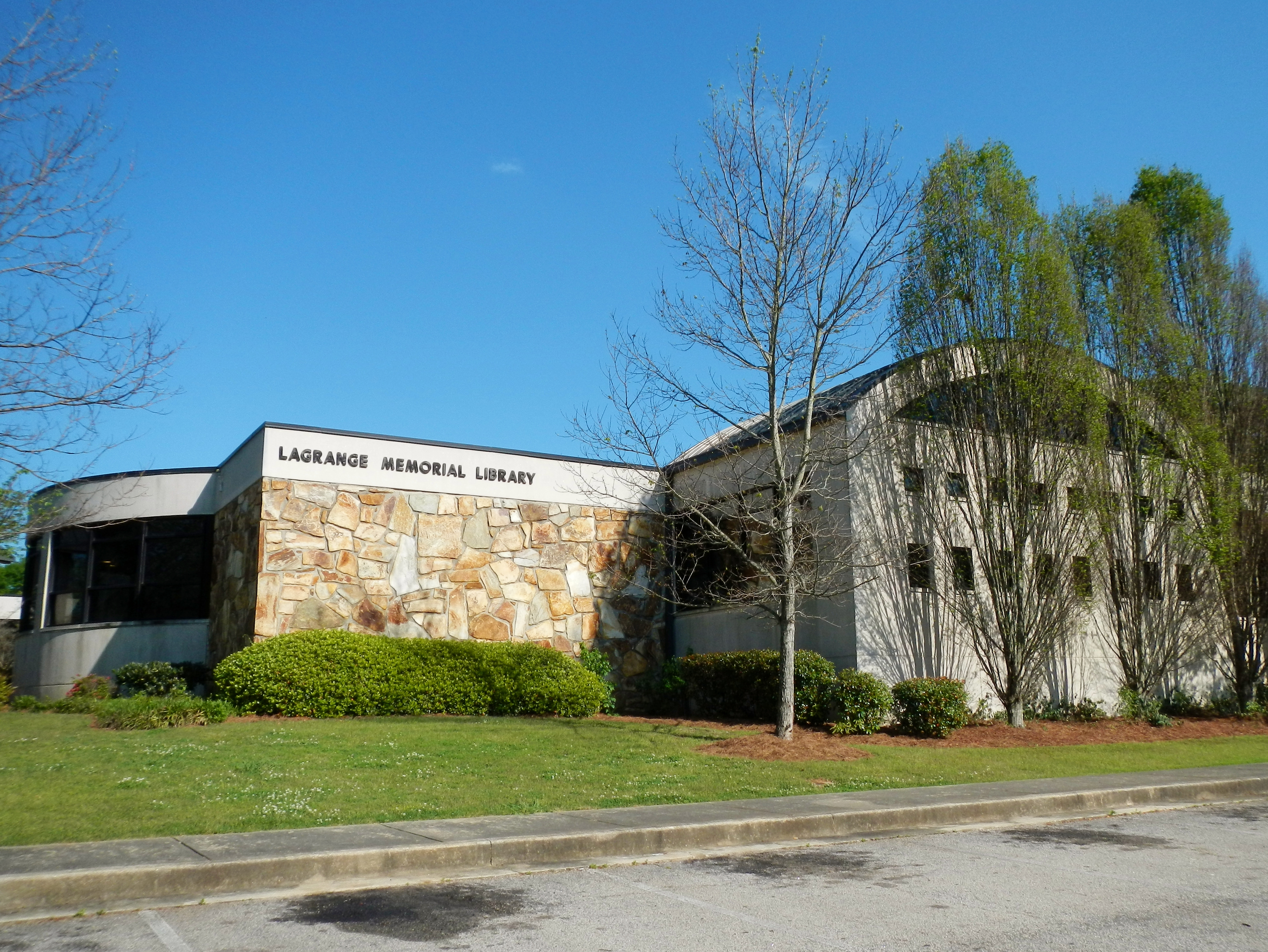
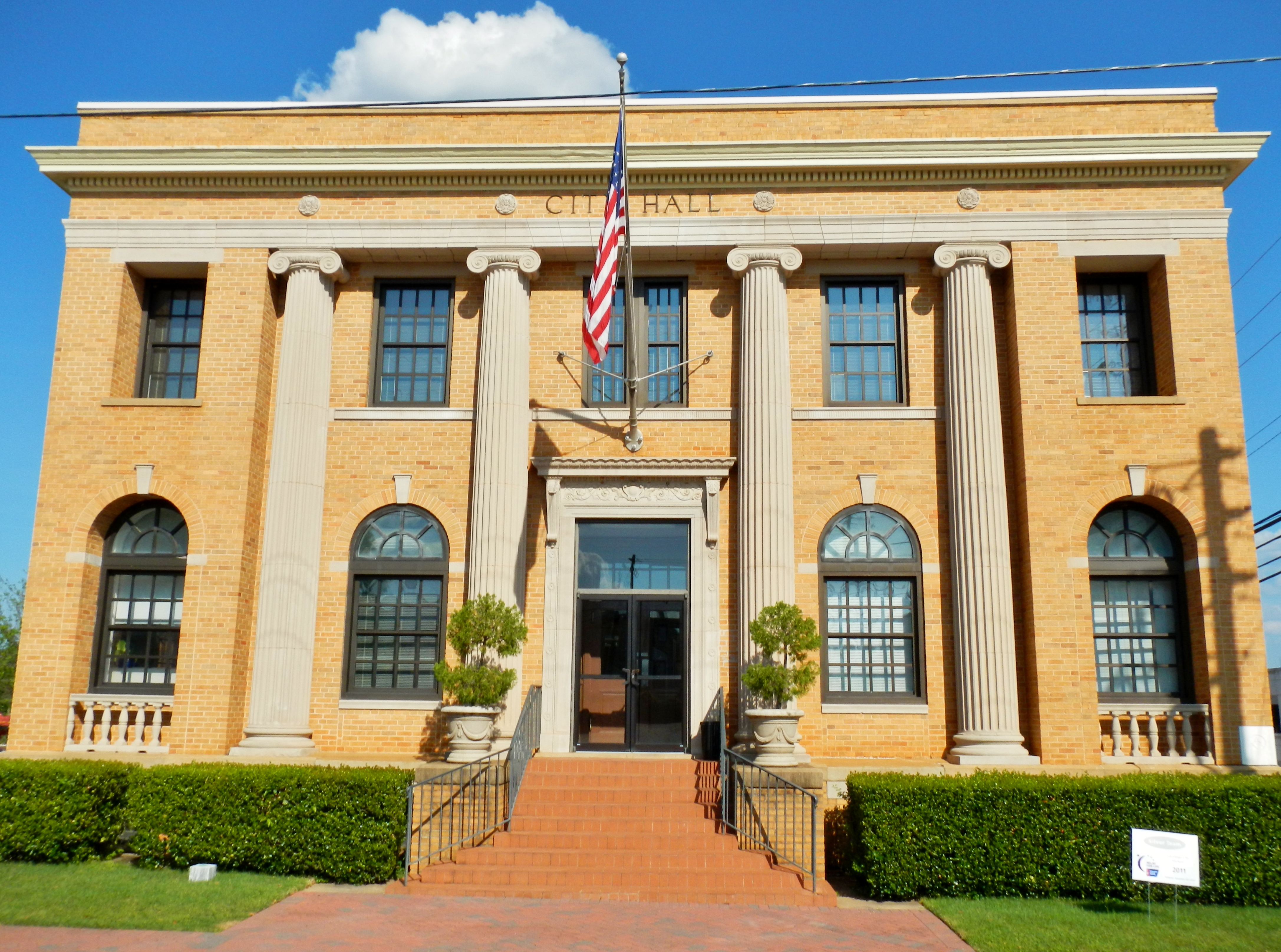
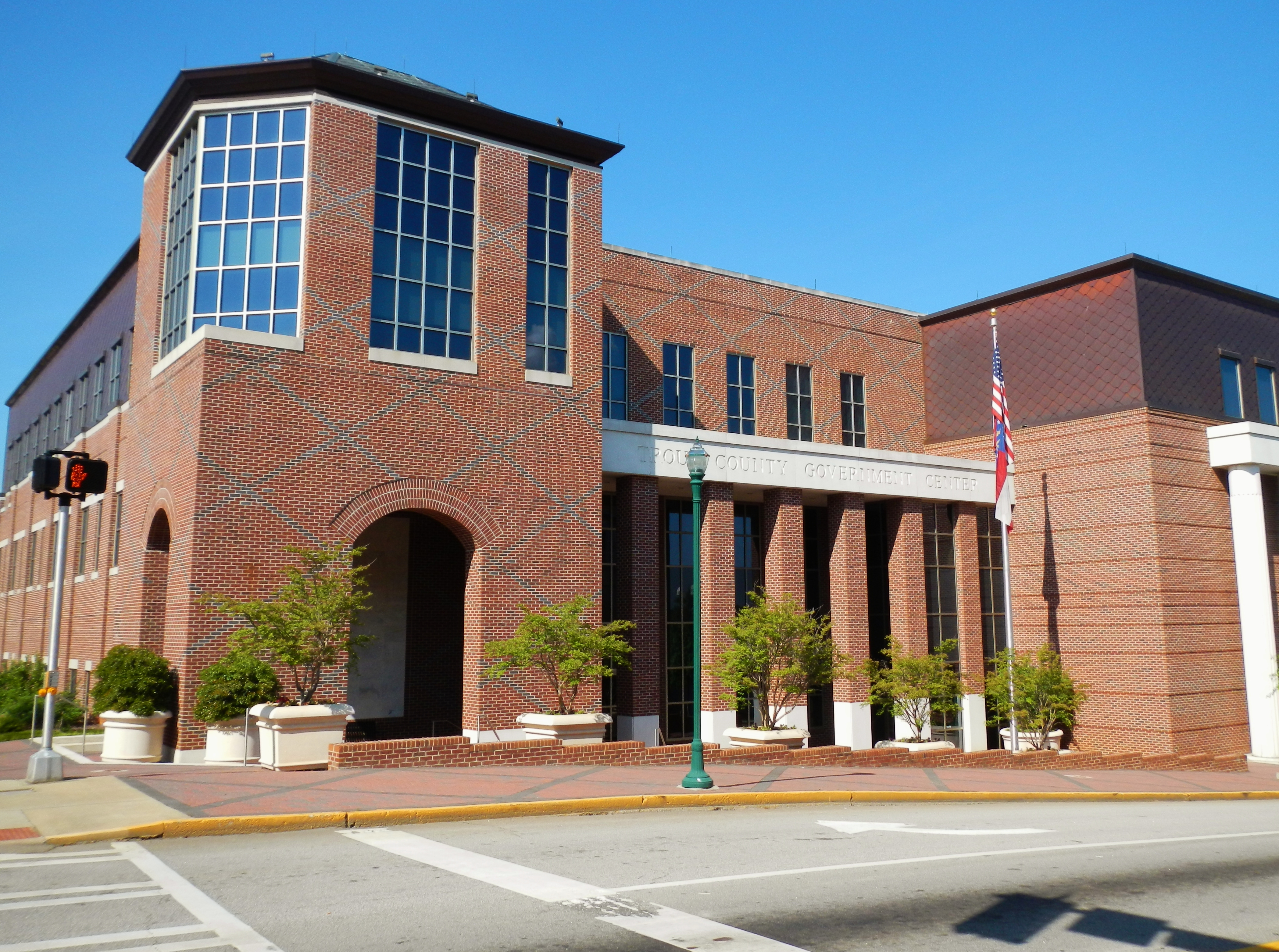
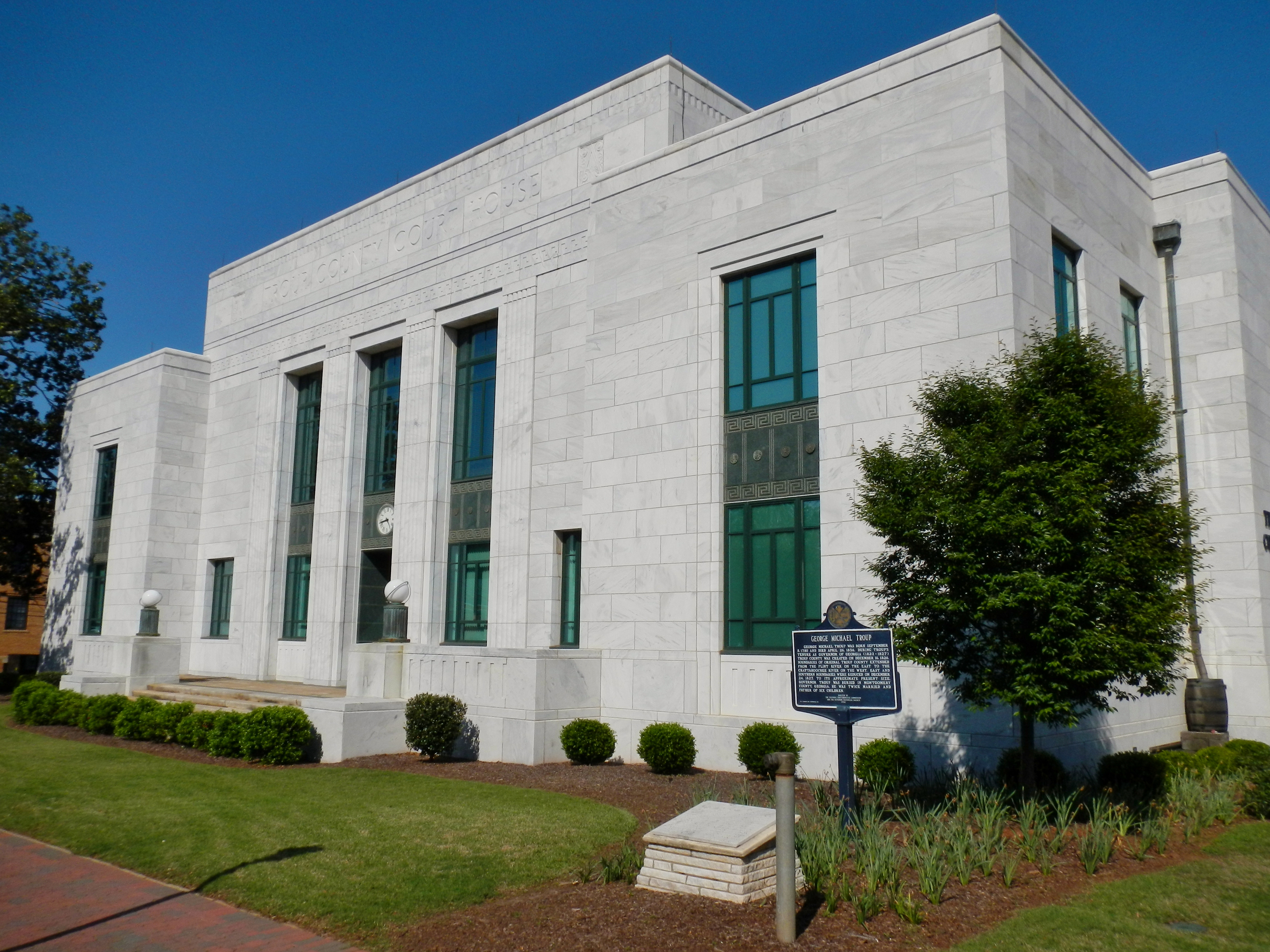
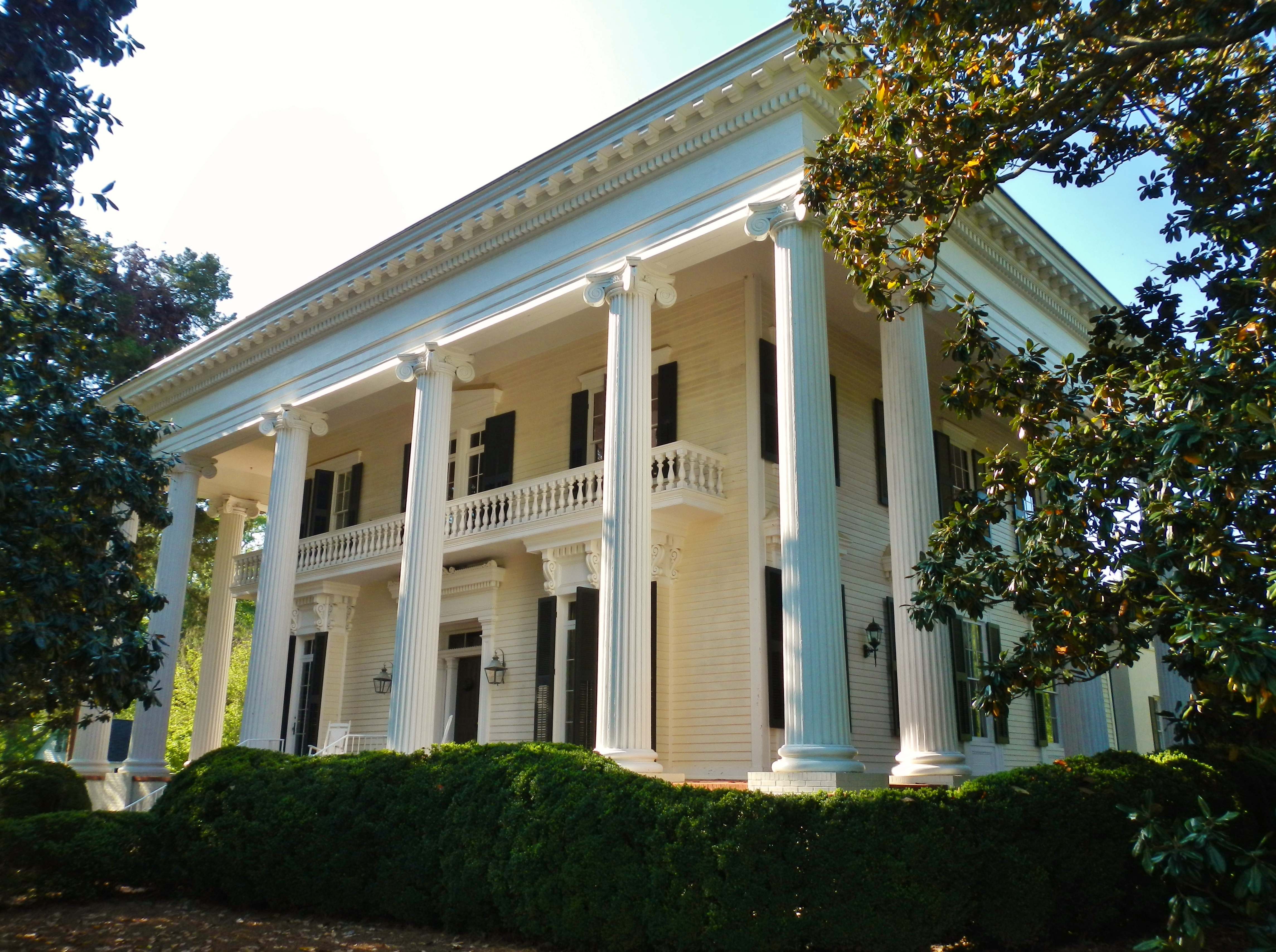
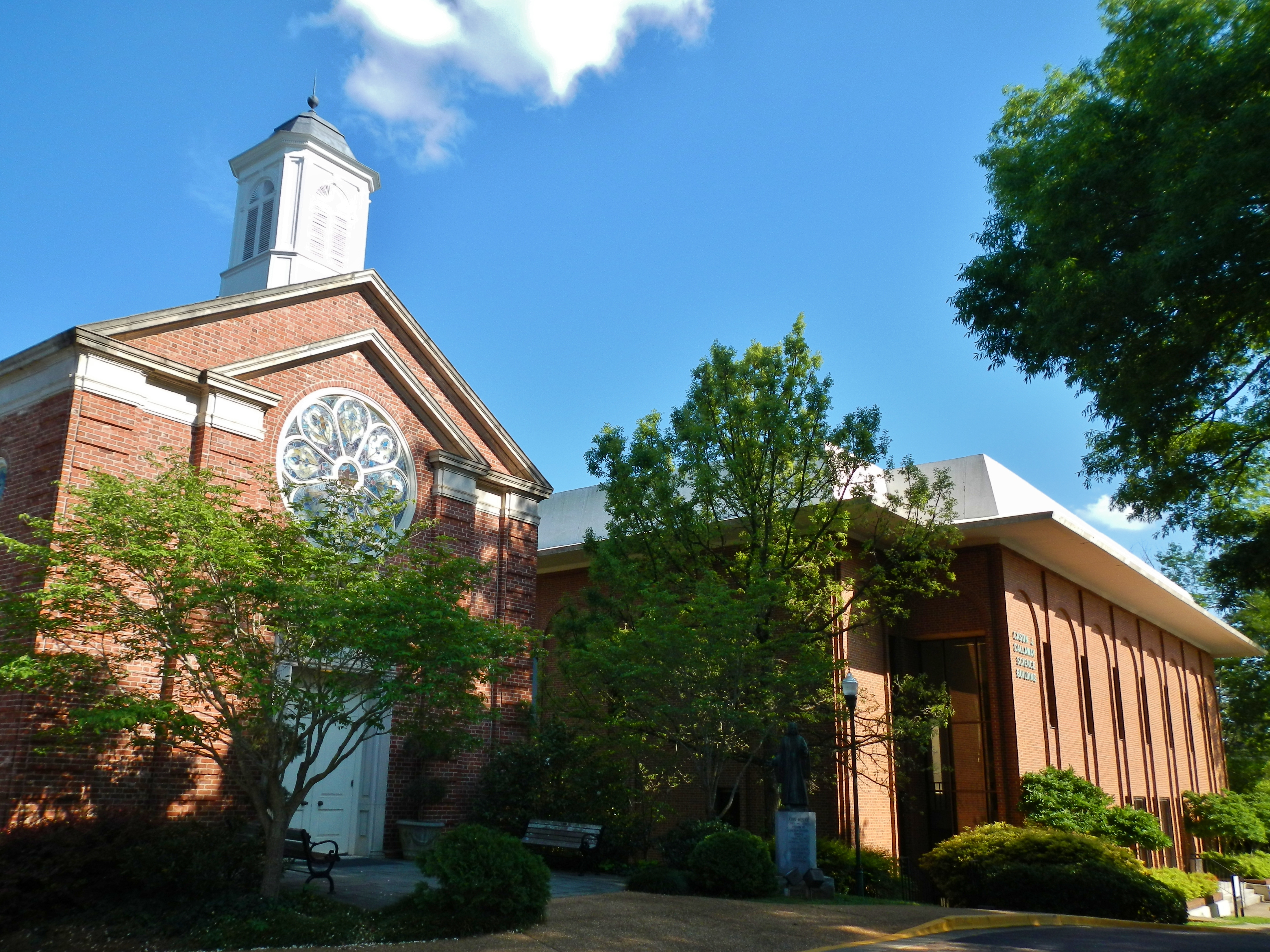

## أعلام
- أولريش بونيل فيليبس
- برايان ويست
- هوراس كينغ
- راندولف ماهافي
- مايك كاميرون
- جيك دانيال
- تشارلي جيبسون
- إيليا كيلي

## وصلات خارجية
- Cities & Counties - Georgia.gov